# Троснянський район
Троснянський район (рос. Троснянский район) — адміністративно-територіальна одиниця (район) та муніципальне утворення (муніципальний район) у складі Орловської області Російської Федерації.
Адміністративний центр — місто Тросна.

## Історія
- Район утворено 30 липня 1928 року у складі Орловського округу Центрально-Чорноземної області.
- 13 червня 1934 року після ліквідації Центрально-Чорноземної області район увійшов до складу новоствореної Курської області.
- 13 липня 1944 року Троснянський район був переданий з Курської області в Орловську область.

## Населення
| 1939   | 1944    | 1959    | 1989    | 2002    | 2009    | 2010    |
| ------ | ------- | ------- | ------- | ------- | ------- | ------- |
| 34 436 | ↘22 706 | ↗29 103 | ↘14 102 | ↘12 453 | ↘11 509 | ↘10 302 |
| 2012   | 2013    | 2014    | 2015    | 2016    | 2017    | 2018    |
| ↘9998  | ↘9847   | ↘9630   | ↘9359   | ↘9147   | ↘9009   | ↘8855   |